# Aubers
Aubers [obɛʁ] est une commune française située dans le département du Nord, en région Hauts-de-France. Aubers faisait partie de la communauté de communes de Weppes, en Flandre française, qui a choisi de rejoindre la Métropole Européenne de Lille en 2017.

## Géographie

Représentations cartographiques de la commune
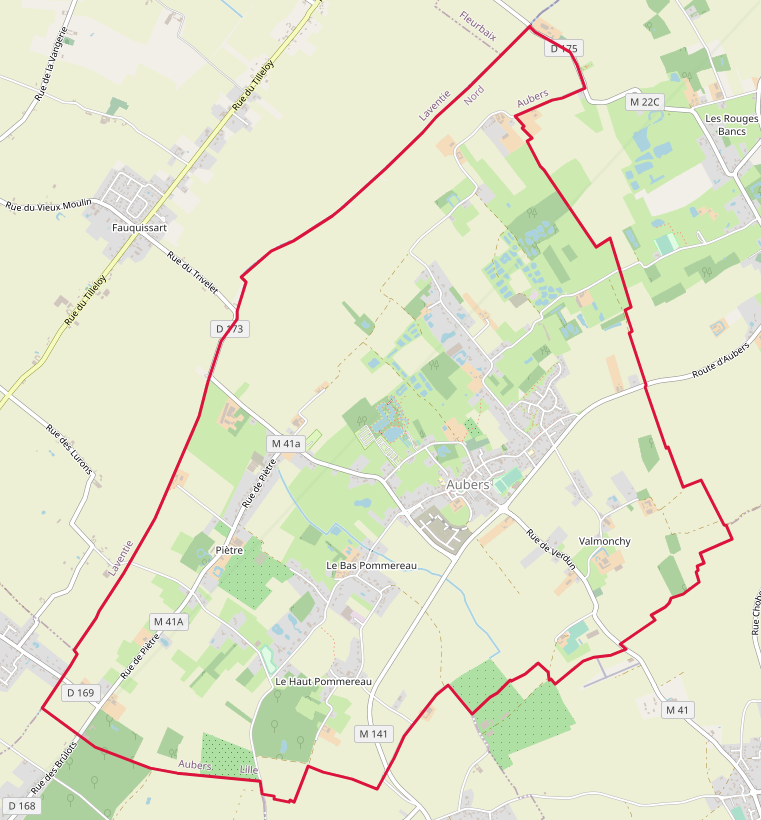
Carte OpenStreetMap.
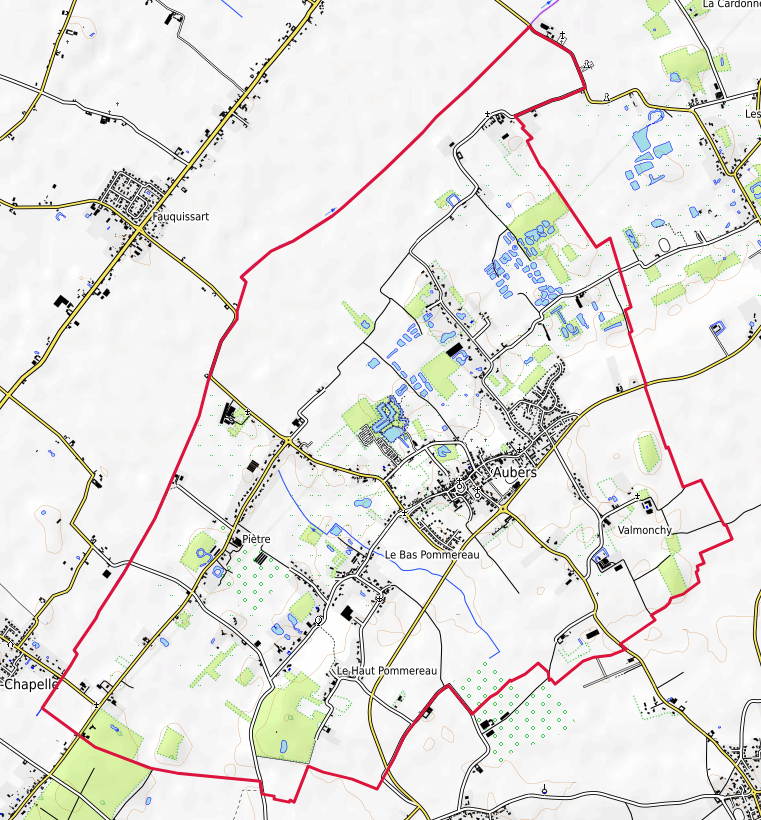
Carte topographique.

### Localisation
Aubers se situe dans le pays des Weppes, en Flandre romane, à 20 km au sud-ouest de Lille et 15 km à l'est de Béthune.

### Géologie et relief

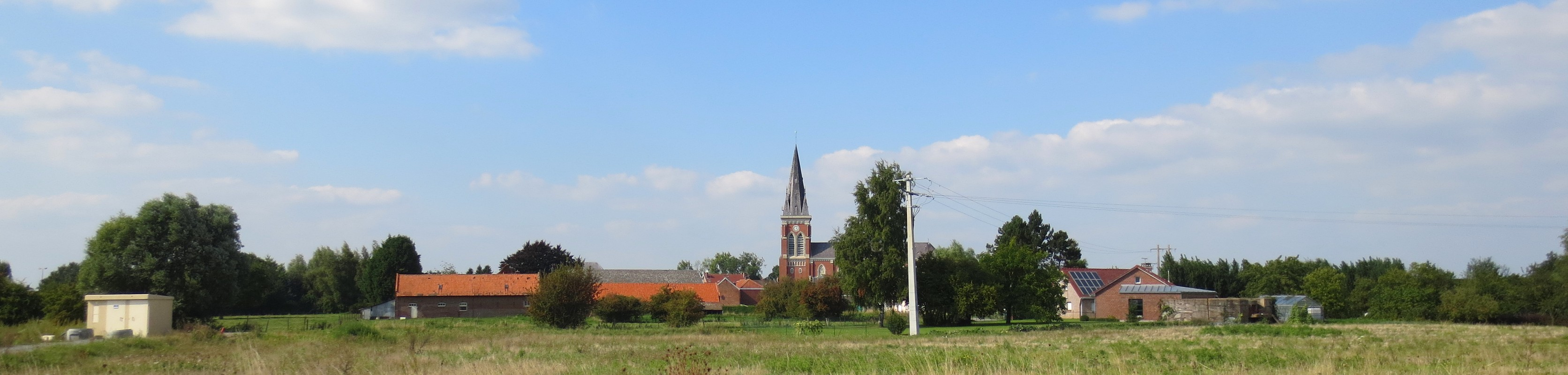
Aubers

### Communes limitrophes
Les communes limitrophes sont  Fleurbaix, Fromelles, Herlies, Illies, Laventie, Lorgies et Neuve-Chapelle.
| Laventie               | Fromelles | Fromelles |
| Neuve-Chapelle         | Aubers    | Fromelles |
| Neuve-Chapelle Lorgies | Herlies   | Herlies   |

### Hydrographie

#### Réseau hydrographique
La commune est située dans le bassin Artois-Picardie. Elle est drainée par la rivière Des Layes, la Rue de Leval, le Courant de Tilleloy, le Courant de Valmonchy, le Courant des Basses Voies, le Courant des Becques, le Hayon, le Ponchet et divers autres petits cours d'eau,.
La Rivière des Layes, d'une longueur de 26 km, prend sa source dans la commune de Herlies et se jette  dans la Vieille lys d'armentières à Armentières, après avoir traversé onze communes.

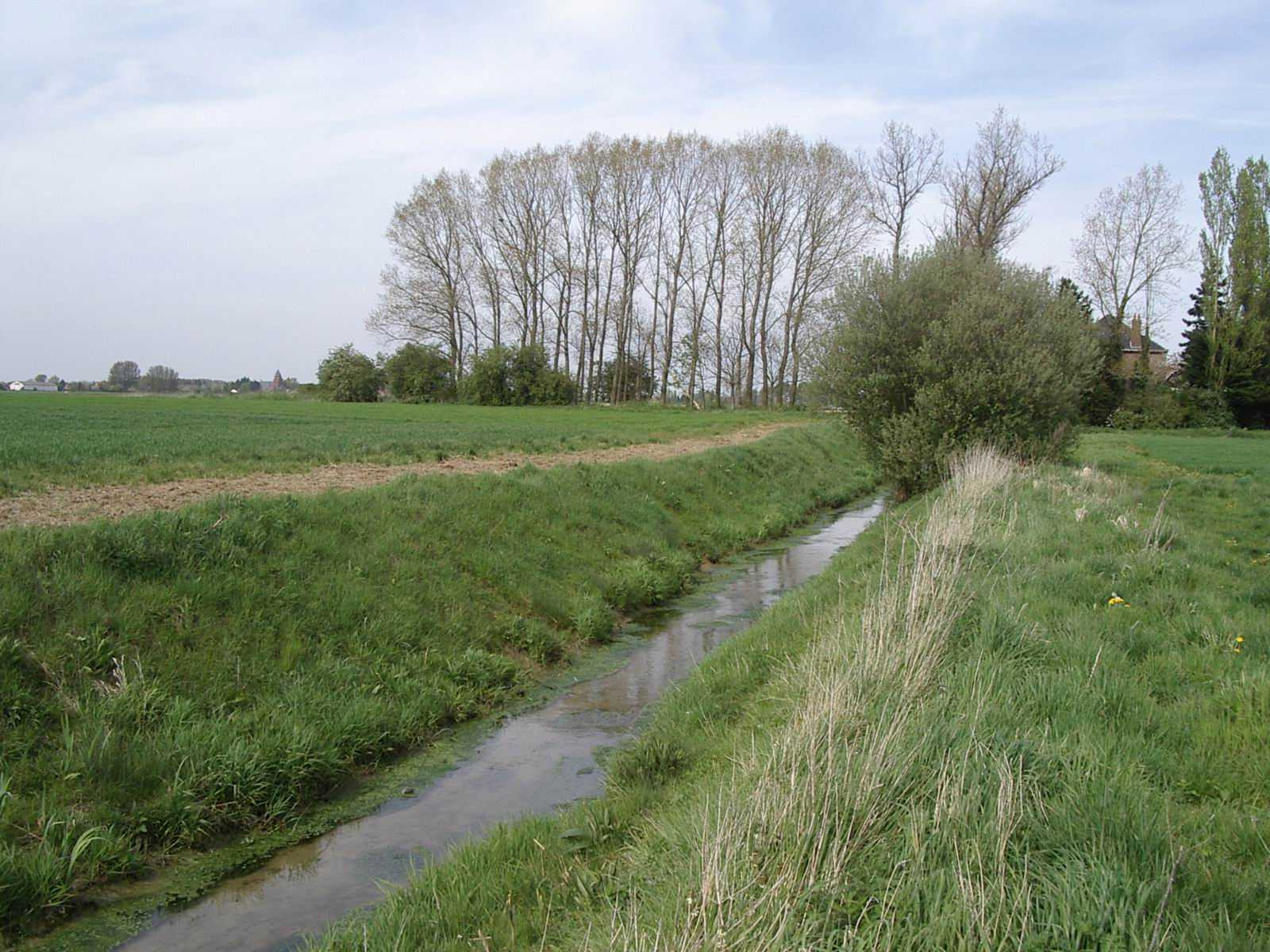
La rivière des Layes séparant le Nord et le Pas-de-Calais à Aubers.
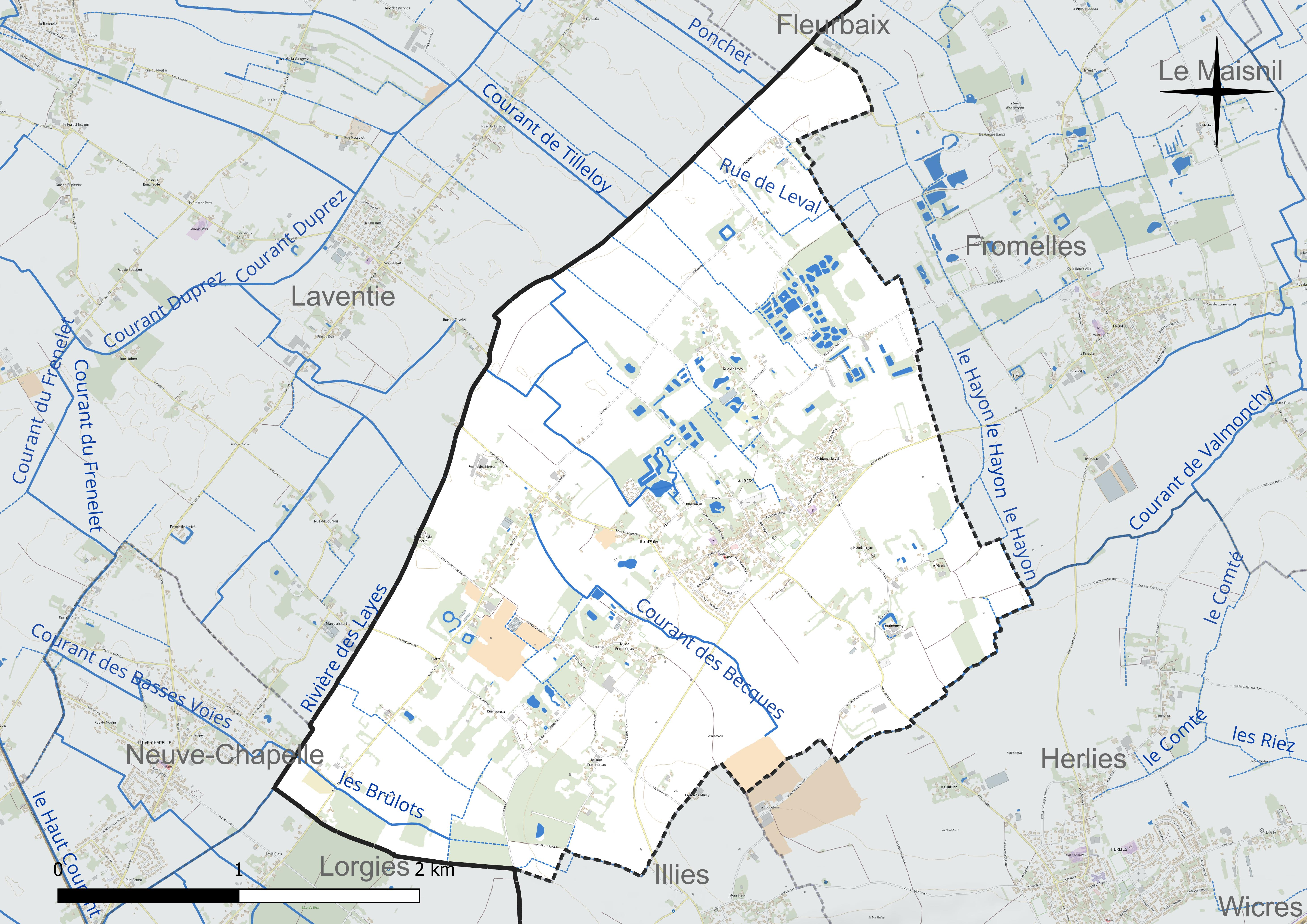
Réseau hydrographique d'Aubers.

#### Gestion et qualité des eaux
Le territoire communal est couvert par le schéma d'aménagement et de gestion des eaux (SAGE) « Lys ». Ce document de planification concerne un territoire de 1 835 km2 de superficie, délimité par le bassin versant de la Lys. Le périmètre a été arrêté le 29 mai 1995 et le SAGE proprement dit a été approuvé le 6 août 2010, puis révisé le 20 septembre 2019. La structure porteuse de l'élaboration et de la mise en œuvre est le syndicat mixte pour l'élaboration du SAGE de la Lys (SYMSAGEL).
La qualité des cours d'eau peut être consultée sur un site dédié géré par les agences de l'eau et l'Agence française pour la biodiversité.

### Climat
Pour des articles plus généraux, voir Climat des Hauts-de-France et Climat du Nord.
En 2010, le climat de la commune est de type climat océanique dégradé des plaines du Centre et du Nord, selon une étude du CNRS s'appuyant sur une série de données couvrant la période 1971-2000. En 2020, Météo-France publie une typologie des climats de la France métropolitaine dans laquelle la commune est exposée à un climat océanique et est dans une zone de transition entre les régions climatiques « Nord-est du bassin Parisien » et « Côtes de la Manche orientale ».
Pour la période 1971-2000, la température annuelle moyenne est de 10,6 °C, avec une amplitude thermique annuelle de 14,2 °C. Le cumul annuel moyen de précipitations est de 698 mm, avec 12,3 jours de précipitations en janvier et 9 jours en juillet. Pour la période 1991-2020, la température moyenne annuelle observée sur la station météorologique la plus proche, située sur la commune de Lesquin à 20 km à vol d'oiseau, est de 11,3 °C et le cumul annuel moyen de précipitations est de 740,0 mm,. Pour l'avenir, les paramètres climatiques de la commune estimés pour 2050 selon différents scénarios d'émission de gaz à effet de serre sont consultables sur un site dédié publié par Météo-France en novembre 2022.

## Urbanisme

### Typologie
Au 1er janvier 2024, Aubers est catégorisée bourg rural, selon la nouvelle grille communale de densité à sept niveaux définie par l'Insee en 2022.
Elle est située hors unité urbaine. Par ailleurs la commune fait partie de l'aire d'attraction de Lille (partie française), dont elle est une commune de la couronne,. Cette aire, qui regroupe 201 communes, est catégorisée dans les aires de 700 000 habitants ou plus (hors Paris),.

### Occupation des sols

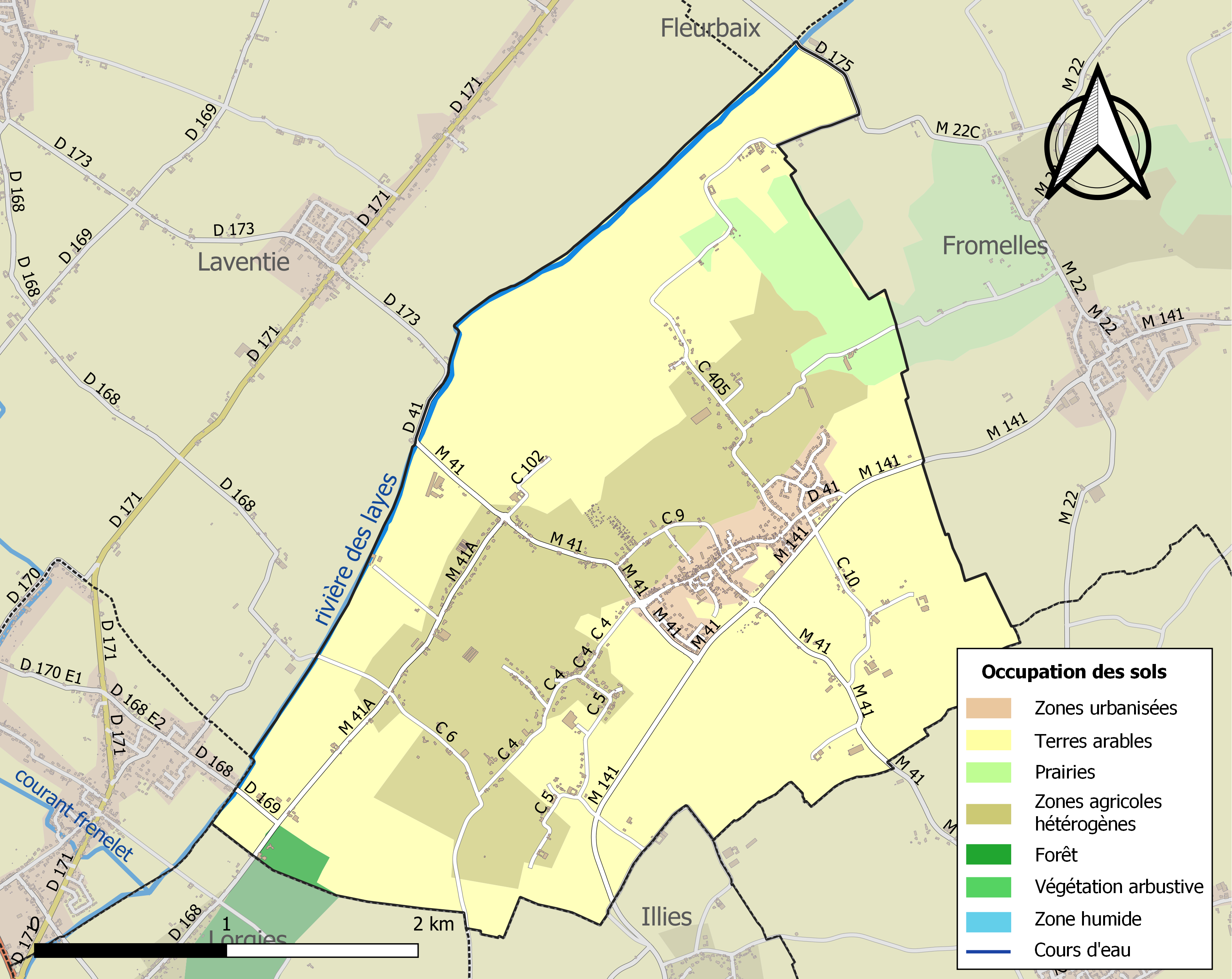
Carte des infrastructures et de l'occupation des sols de la commune en 2018 (CLC).

L'occupation des sols de la commune, telle qu'elle ressort de la base de données européenne d'occupation biophysique des sols Corine Land Cover (CLC), est marquée par l'importance des territoires agricoles (95,2 % en 2018), en diminution par rapport à 1990 (96,4 %). La répartition détaillée en 2018 est la suivante : 
terres arables (64,6 %), zones agricoles hétérogènes (26 %), prairies (4,5 %), zones urbanisées (4,2 %), forêts (0,7 %). L'évolution de l'occupation des sols de la commune et de ses infrastructures peut être observée sur les différentes représentations cartographiques du territoire : la carte de Cassini (XVIIIe siècle), la carte d'état-major (1820-1866) et les cartes ou photos aériennes de l'IGN pour la période actuelle (1950 à aujourd'hui).

### Voies de communication et transports
- En provenance de Paris : prendre l'autoroute A1 jusque Lille, suivre la direction de Dunkerque par l'autoroute A25, sortir à « Béthune / La Bassée » (route nationale 41).
- En provenance de Dunkerque : prendre l'autoroute A25 en direction de Lille, sortir à « Lens / Haubourdin » (RN 41).

La commune est desservie, en 2023, par les lignes 62 et 236 ainsi que par les lignes sur réservation 22R, 25R, 29R, 62R et 74R du réseau Ilévia.

## Toponymie
Noms anciens : Obertio, 1152, bulle d'Eugène III, en faveur des évêques d'Àrras, Mir. III, 340. Obert, 1203, ch. d'Et. de Tournai, Mir. II, 839. Oberch, 1210, titre de St-Àmé de Douai. Auberch , 1344> 1er cart. de la Dame de Cassel. Les évêques d'Arras jouissaient de l'autel d'Àubers, en vertu delà bulle de 1152 sus-rappelée.

## Histoire
Aubers était avant la Révolution française, qui abolit les titres de noblesse et les seigneuries, le siège de plusieurs seigneuries, celle d'Aubers, mais aussi celle du Plouich, de Piètre, de Pommereau.
Guillaume du Plouich d'Aubert, issu de la branche cadette des châtelains de Lille, à laquelle paraît avoir appartenu ce village, et Pierron d'Aubers se mirent, en 1340, du parti du duc de Bourgogne, contre Robert d'Artois, qui faisait le siège de Saint-Omer.
Au XVIe siècle, Guillaume Hangouart Ier, chevalier, est seigneur de Piètre et président du Conseil provincial d'Artois.
Guillaume Hangouart II, fils de Guillaume Ier, écuyer, est seigneur de Piètre. Il épouse Antoinette de Croix, fille du seigneur de La Fresnoy, appartenant à une noble et ancienne famille de la province de Lille.
Bartholomé Hangouart, fils de Guillaume II, chevalier, seigneur de Le Court et de Piètre prend pour femme Marie de Pressy, issue de la noble et ancienne famille de Pressy.
Michel Hangouart, fils de Bartholomé, écuyer, seigneur du Plouich, Piètre, Pommereay, reçoit le 10 mai 1640 des lettres de chevalerie données à Madrid (à l'époque la région appartient à l'Espagne). Il a servi son roi cinq ans dans l'infanterie et dans la cavalerie. Il est le petit-neveu de Walerand Hangouart, de son vivant, prévôt de la collégiale Saint-Amé de Douai et de la collégiale Saint-Barthélémy de Béthune, également aumônier de Charles Quint et de Philippe II. Il est également petit-neveu et héritier de Jean de Croix, de son vivant, seigneur de Le Court, gentilhomme de la chambre des jeunes princes d'Autriche, enfants de Maximilien II.
Robert-Ignace Hangouart, fils de Bartholomé, frère de Michel, écuyer, seigneur de le Court, reçoit le 15 octobre 1641 des lettres de chevalerie données à Madrid.
Les derniers titulaires de la seigneurie d'Aubers relevaient de la famille Blondel qui, par la suite, a porté le nom de Blondel d'Aubers. Roland Blondel achète la seigneurie en 1698. Elle consiste en un village à clocher, possédant toute la justice seigneuriale relevant du bourg et château de Warneton. Elle correspond à différentes terres, rentes, prés, ferme, etc.. Elle est achetée 85 000 livres de France. Roland Blondel commence la construction du château d'Aubers que son fils va continuer.
Vers le milieu du XVIIIe siècle, Eugène-Roland-Joseph Blondel, chevalier, est seigneur d'Aubers, Vendin, Pont-à Vendin. Premier président du Parlement de Flandres, Il prend pour femme Marie-Anne de Calonne.
Louis Marie Joseph Blondel d'Aubers (1765-1830), fils d'Eugène-Roland-Joseph, seigneur d'Aubers après son père, nait le 11 mars 1765, est baptisé à Douai le 1er mai 1765, devient conseiller au Parlement de Paris, puis conseiller à la Cour de cassation, sous-préfet, député. Il meurt à Paris le 22 mars 1830, à 65 ans. Il épouse à Lille le 12 janvier 1790 Marie-Joseph-Pauline Du Chambge, baptisée à Lille le 19 janvier 1771, fille de Charles-Louis-Philippe du Chambge de Liessart, chevalier, seigneur de Liessart, Frévillers, conseiller du roi en ses conseils, premier président du bureau des finances de la généralité de Lille, grand bailli du Hainaut, commissaire du roi pour l'audition et l'arrêté des comptes des États de Lille, Douai, Orchies, émigré en 1791, membre de l'armée des émigrés, et d'Isabelle-Ernestine-Joseph le Maistre d'Anstaing,.
En 1794, lors de sa vente, le château d'Aubers s'étendait sur neuf hectares.

### Première Guerre mondiale

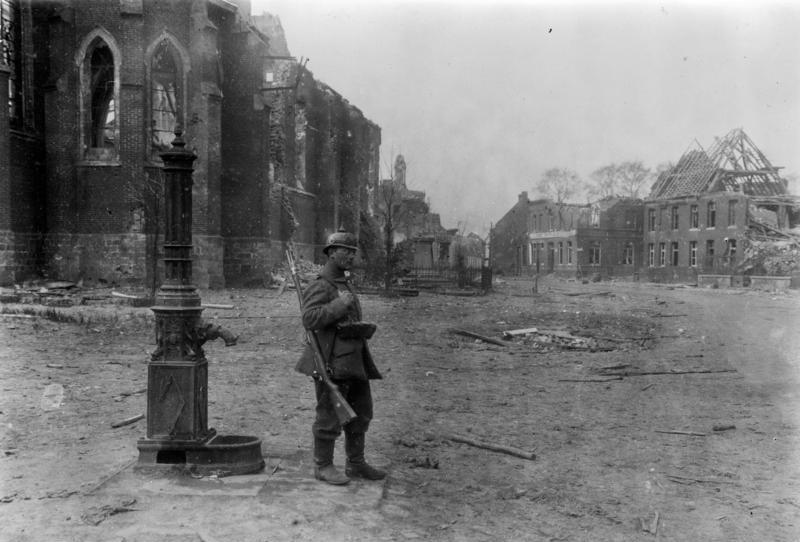
Grand-place et église d'Aubers, détruits par les tirs d'obus, dès le début de la guerre. Un planton semble garder la pompe communale (à cette époque beaucoup de maisons n'avaient pas encore ou n'avaient plus accès au réseau d'eau potable) sur la place qui a été déblayée de ses décombres (photo prise en 1914 par W. Braemer, soldat de l'armée allemande).

La commune, un temps située sur le front a été fortement marquée par la Première Guerre mondiale qui a laissé de nombreuses séquelles dans le paysage et dans les communautés.
Comme à Fromelles, de violents combats visant le contrôle de la plaine située entre la Deûle et la Lys ont détruit une grande partie de la commune forçant la plupart des habitants à fuir. Le village sera ensuite quasiment rasé par les obus alors que les soldats s'enterraient dans les réseaux de tranchées creusés à la hâte. Seul un tilleul déjà considéré comme remarquable (en 1721, il avait survécu à la foudre qui l'avait fendu en deux parties) sera miraculeusement épargné. Ce tilleul, qui atteint aujourd'hui environ 8 mètres de circonférence, est protégé par la commune d'Aubers et par le Cercle Historique d'Aubers.
Beaucoup de soldats anglais et du Commonwealth sont morts sur place. Les cadavres trouvés sur place et les corps déplacés de cimetières provisoires seront rassemblés dans l'Aubers Ridge British Cemetery.
La commune a également été le théâtre de la bataille d'Aubers le 9 mai 1915, affrontement majeur entre les armées britannique et allemande. Cette offensive britannique, menée dans des conditions très difficiles, avait pour objectif de percer les lignes allemandes entre Neuve-Chapelle et Fromelles. Mal préparée et rapidement stoppée, elle causa d'importantes pertes humaines sans gains territoriaux significatifs. Aujourd'hui encore, plusieurs cimetières militaires britanniques situés à proximité rappellent l'intensité et l'importance historique de ces combats.
La reconstruction sera entreprise dès 1919 en commençant par un travail de déminage (fait sous le contrôle de l'armée anglaise), car de nombreuses munitions non-explosées jonchaient le sol ou étaient enterrées. Ces milliers de munitions (obus de tous calibres) seront pétardées sur place ou transportées vers des centres de tri et de démantèlement (ferrailleurs spécialisés disposant de concessions spéciales).

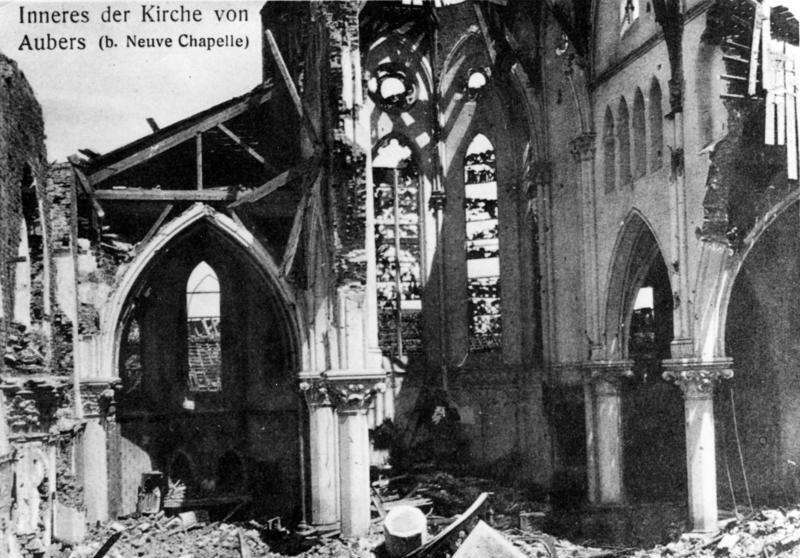
Église ruinée d'Aubers, 1914 (photo : archives fédérales allemandes).
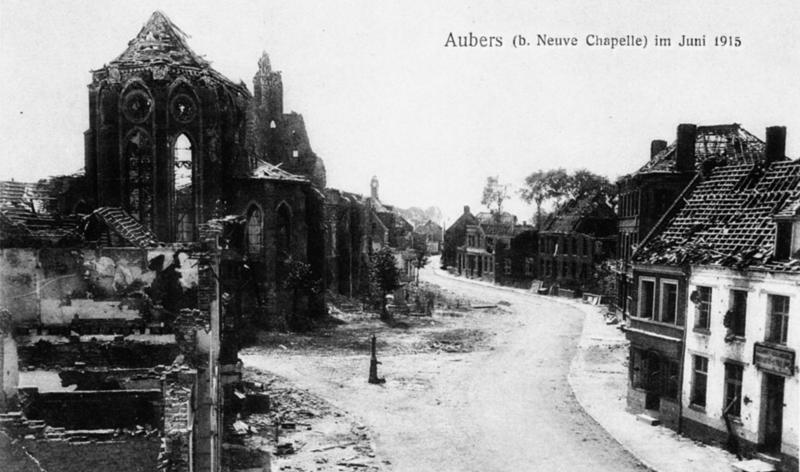
Centre-ville d'Aubers, juin 1915.

### Situation administrative

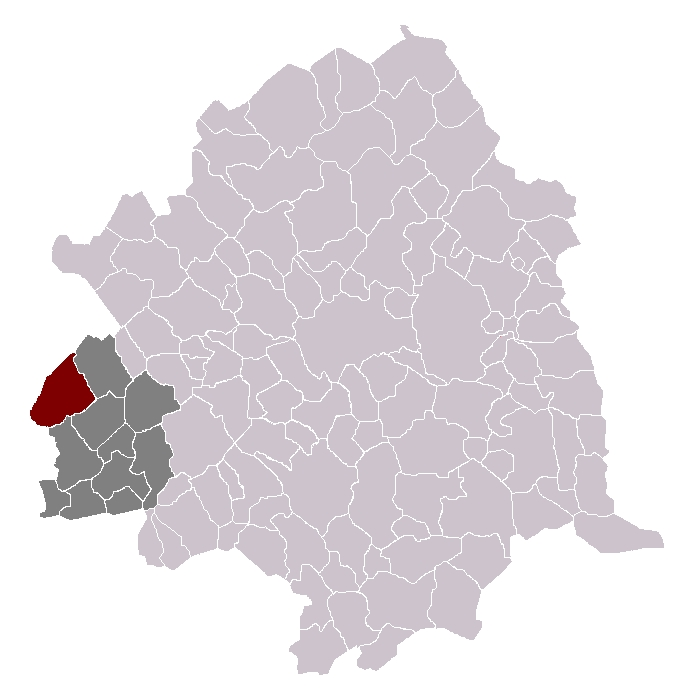
Aubers dans son canton et son arrondissement.

## Politique et administration

### Liste des maires

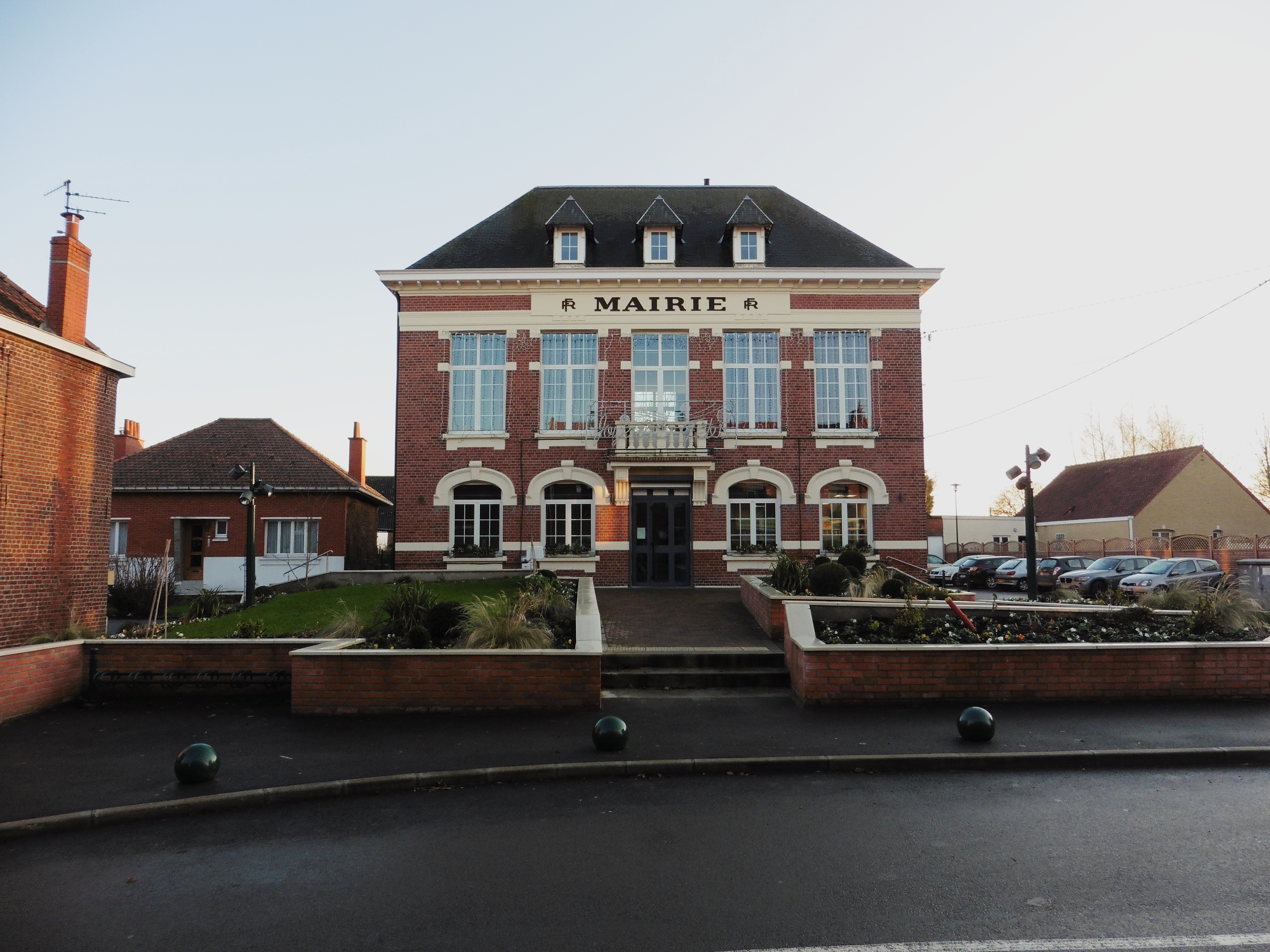
Aubers.- La mairie

| Période                                  | Période   | Identité        | Étiquette | Qualité |
| ---------------------------------------- | --------- | --------------- | --------- | ------- |
| 1802                                     | 1808      | L. J. Cousin,.  |           |         |
| Les données manquantes sont à compléter. |           |                 |           |         |
| en cours en 1881                         |           | Waymel.         |           |         |
| Les données manquantes sont à compléter. |           |                 |           |         |
| mars 2001                                | 2004      | Pierre Descamps |           |         |
| 2004                                     | mars 2014 | Annie Lung      | DVD       |         |
| 2014                                     | En cours  | Alain Leclercq  | DVD       |         |

### Instances judiciaires et administratives
La commune relève du tribunal d'instance de Lille, du tribunal de grande instance de Lille, de la cour d'appel de Douai, du tribunal pour enfants de Lille, du tribunal de commerce de Tourcoing, du tribunal administratif de Lille et de la cour administrative d'appel de Douai.

### Politique environnementale

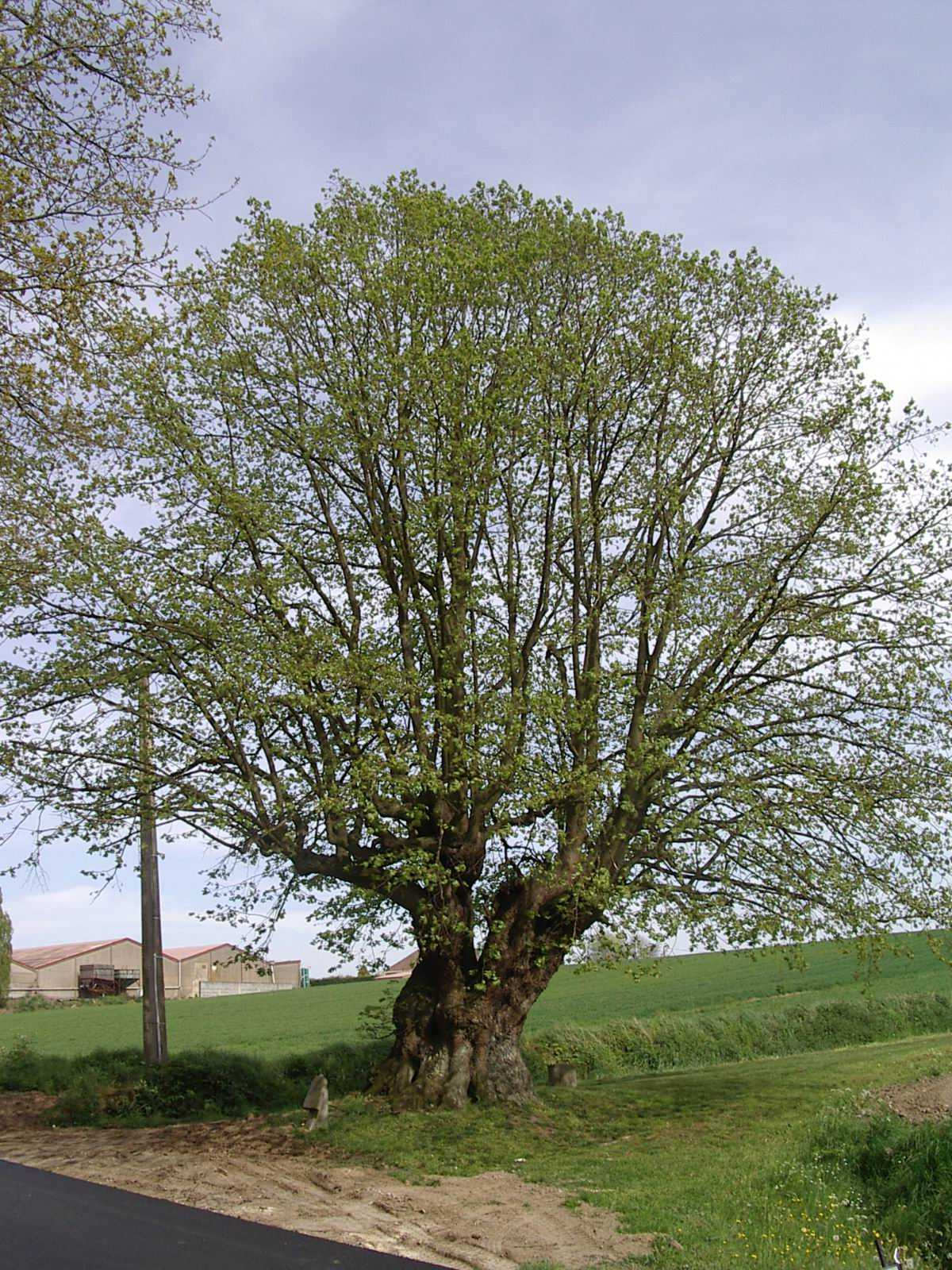
Tilleul de Joncquoy à Aubers.

### Jumelages
Wadhurst (Royaume-Uni)

## Population et société

### Démographie

#### Évolution démographique
L'évolution du nombre d'habitants est connue à travers les recensements de la population effectués dans la commune depuis 1793. Pour les communes de moins de 10 000 habitants, une enquête de recensement portant sur toute la population est réalisée tous les cinq ans, les populations de référence des années intermédiaires étant quant à elles estimées par interpolation ou extrapolation. Pour la commune, le premier recensement exhaustif entrant dans le cadre du nouveau dispositif a été réalisé en 2006.

En 2022, la commune comptait 1 746 habitants, en évolution de +8,45 % par rapport à 2016 (Nord : +0,51 %, France hors Mayotte : +2,11 %).
| 1793  | 1800  | 1806  | 1821  | 1831  | 1836  | 1841  | 1846  | 1851  |
| ----- | ----- | ----- | ----- | ----- | ----- | ----- | ----- | ----- |
| 1 209 | 1 292 | 1 385 | 1 431 | 1 457 | 1 558 | 1 660 | 1 704 | 1 766 |

| 1856  | 1861  | 1866  | 1872  | 1876  | 1881  | 1886  | 1891  | 1896  |
| ----- | ----- | ----- | ----- | ----- | ----- | ----- | ----- | ----- |
| 1 740 | 1 840 | 1 963 | 1 942 | 1 945 | 1 835 | 1 812 | 1 824 | 1 730 |

| 1901  | 1906  | 1911  | 1921 | 1926 | 1931 | 1936 | 1946 | 1954 |
| ----- | ----- | ----- | ---- | ---- | ---- | ---- | ---- | ---- |
| 1 758 | 1 702 | 1 566 | 747  | 826  | 871  | 868  | 855  | 873  |

| 1962 | 1968 | 1975 | 1982  | 1990  | 1999  | 2006  | 2011  | 2016  |
| ---- | ---- | ---- | ----- | ----- | ----- | ----- | ----- | ----- |
| 847  | 891  | 908  | 1 311 | 1 571 | 1 584 | 1 527 | 1 535 | 1 610 |

| 2021  | 2022  | - | - | - | - | - | - | - |
| ----- | ----- | - | - | - | - | - | - | - |
| 1 722 | 1 746 | - | - | - | - | - | - | - |

#### Pyramide des âges
La population de la commune est relativement jeune.
En 2018, le taux de personnes d'un âge inférieur à 30 ans s'élève à 33,2 %, soit en dessous de la moyenne départementale (39,5 %). À l'inverse, le taux de personnes d'âge supérieur à 60 ans est de 27,5 % la même année, alors qu'il est de 22,5 % au niveau départemental.
En 2018, la commune comptait 815 hommes pour 840 femmes, soit un taux de 50,76 % de femmes, légèrement inférieur au taux départemental (51,77 %).
Les pyramides des âges de la commune et du département s'établissent comme suit.
| Hommes | Classe d’âge | Femmes |
| ------ | ------------ | ------ |
| 0,4    | 90 ou +      | 0,9    |
| 5,9    | 75-89 ans    | 8,2    |
| 19,9   | 60-74 ans    | 19,7   |
| 23,4   | 45-59 ans    | 20,9   |
| 17,1   | 30-44 ans    | 17,3   |
| 14,2   | 15-29 ans    | 14,9   |
| 19,1   | 0-14 ans     | 18,1   |

| Hommes | Classe d’âge | Femmes |
| ------ | ------------ | ------ |
| 0,5    | 90 ou +      | 1,4    |
| 5,3    | 75-89 ans    | 8,1    |
| 14,8   | 60-74 ans    | 16,2   |
| 19,1   | 45-59 ans    | 18,4   |
| 19,5   | 30-44 ans    | 18,7   |
| 20,7   | 15-29 ans    | 19,1   |
| 20,2   | 0-14 ans     | 18     |

### Enseignement
La commune d’Aubers dispose de deux établissements scolaires du premier degré. Elle fait partie de l'Académie de Lille. L’école primaire publique du Bois Leval relève de l’académie de Lille et accueille les élèves de la maternelle au CM2. Elle est située rue d’Houdringue. L’école Sainte-Jeanne-d’Arc, établissement privé sous contrat, propose également un enseignement de la maternelle au primaire, rue de Bourg.
Les collégiens sont généralement scolarisés au collège Albert-Schweitzer de La Bassée, établissement public de secteur.

### Sports
- L'ESC Illies Aubers (football)[39]

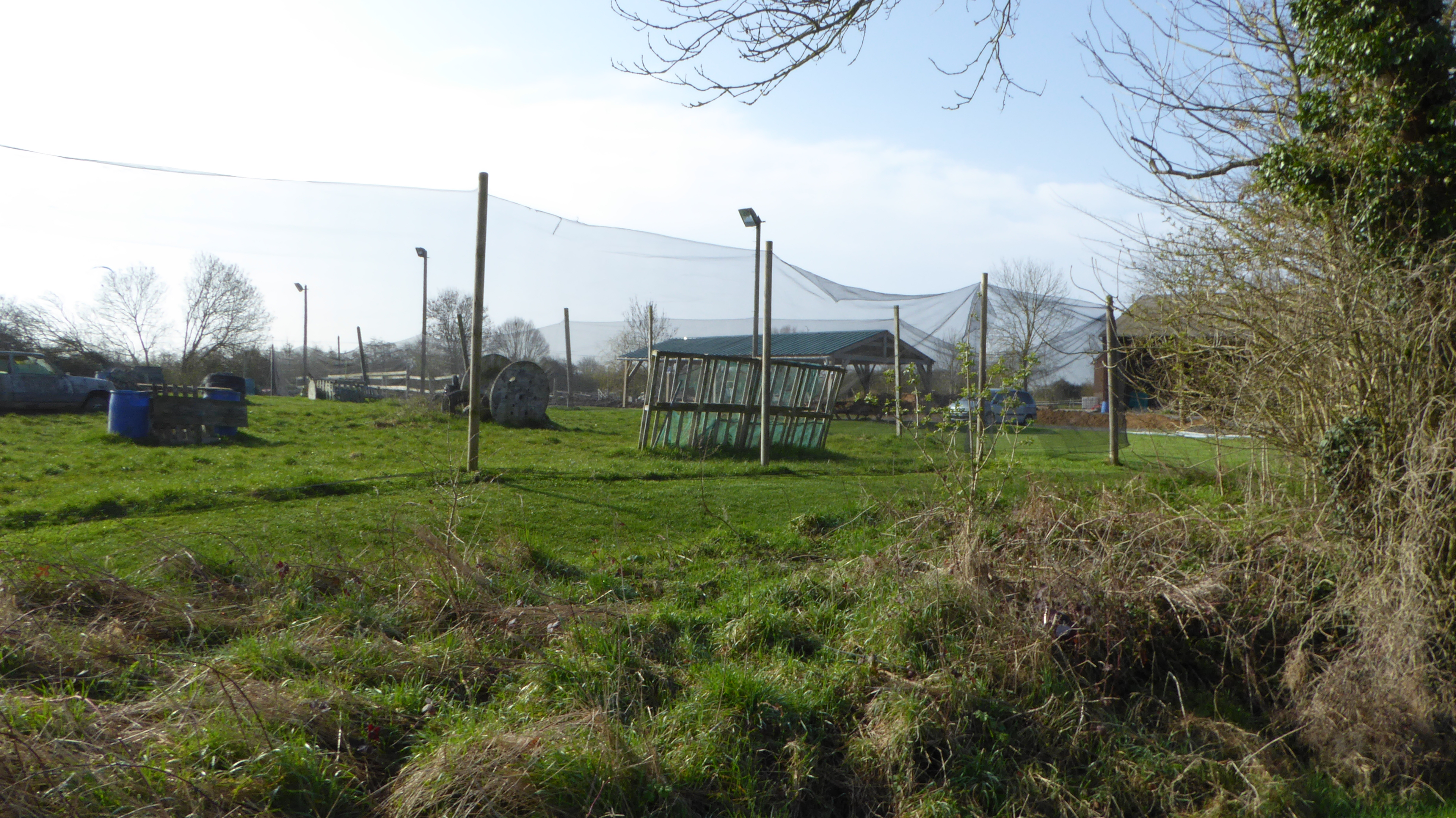
Aubers.- Nord Aventure Paintball

- La Raquette Aubersoise (tennis de table)
- Le Guidon Aubersois (cyclisme): Il organise également le "Rayon Aubersois" (en association avec Fromelles) course cycliste catégorie 2,3 & Juniors.
- Nord Aventure Paintball[40].

### Cultes
Le territoire de la commune relève du diocèse de Lille. L’église paroissiale Saint-Vaast d’Aubers fait partie de la paroisse Saint-Benoît en Weppes, qui regroupe plusieurs communes environnantes au sein du doyenné des Weppes. Le culte catholique y est célébré régulièrement. Il n’existe pas de lieu de culte d'autres confessions sur le territoire communal.

## Économie
La commune abrite l'École de spectacle  équestre le Domaine de L'Hippocrate.
Le camping, le Camp des Roses, est en activité sur le village.

## Culture locale et patrimoine

### Lieux et monuments
- Le chœur de l'ancienne église était autrefois orné de huit vitraux dont cinq furent donnés par Wallerand de Beaufremez, et trois par des membres de la famille de Noyelles. Ils portaient les armes de ces familles. Dans la nef de gauche était un vitrail offert par un membre de la famille Preudhomme d'Ailly ; dans la nef de droite un vitrail donné par un membre de la famille Castelain. On y voyait un tableau attribué à Van Dyck.
- Le tilleul du Joncquoy (planté en 1490).
- Les mottes et douves des deux châteaux de Piètre.
- Le site des étangs : 5 ha ouvert à la pêche depuis 1970.
- La grotte Notre-Dame de Lourdes, réalisée en 1958.

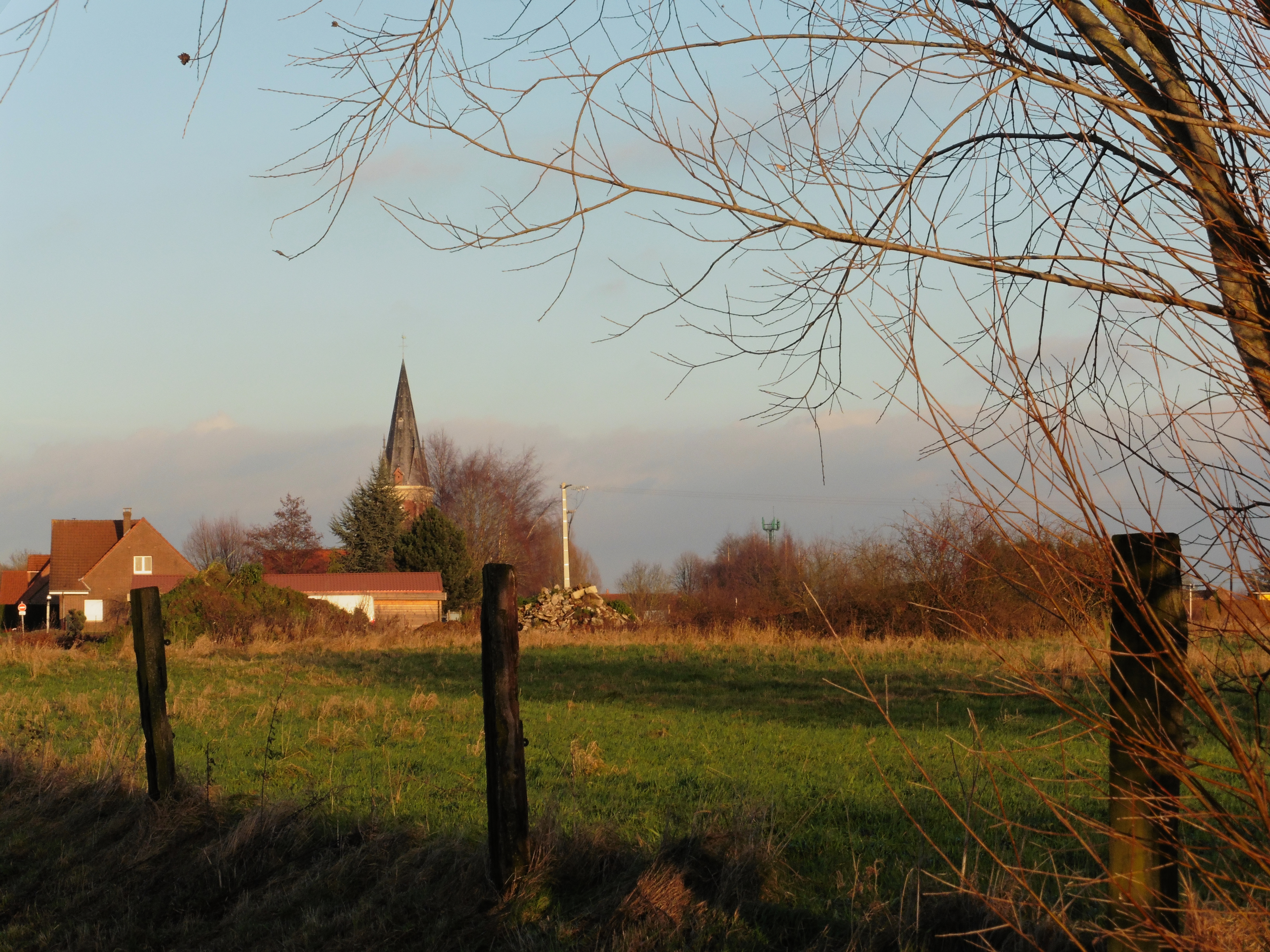
Aubers dans la campagne des Weppes

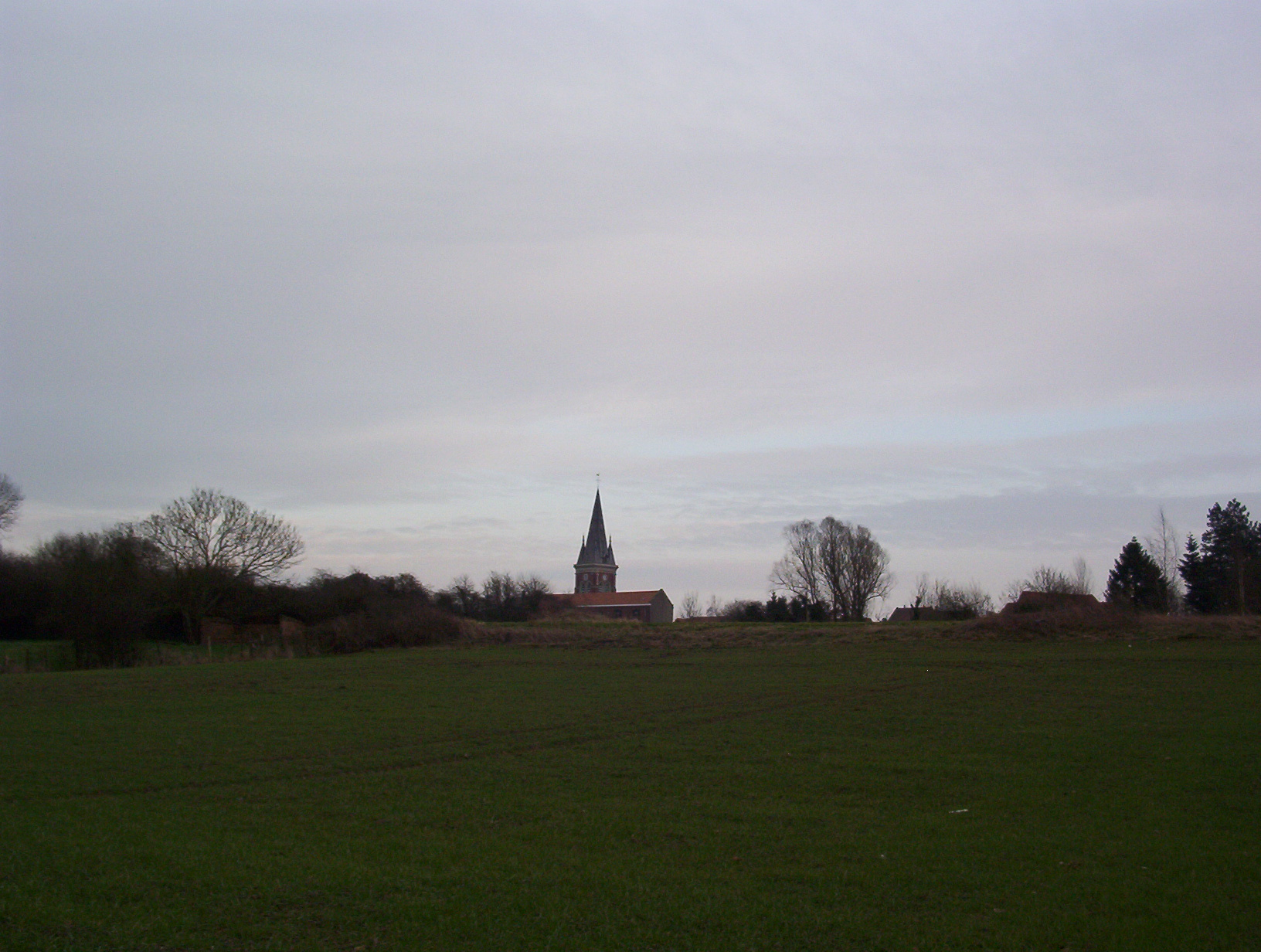
Plaine à proximité d'Aubers avec au loin son église.
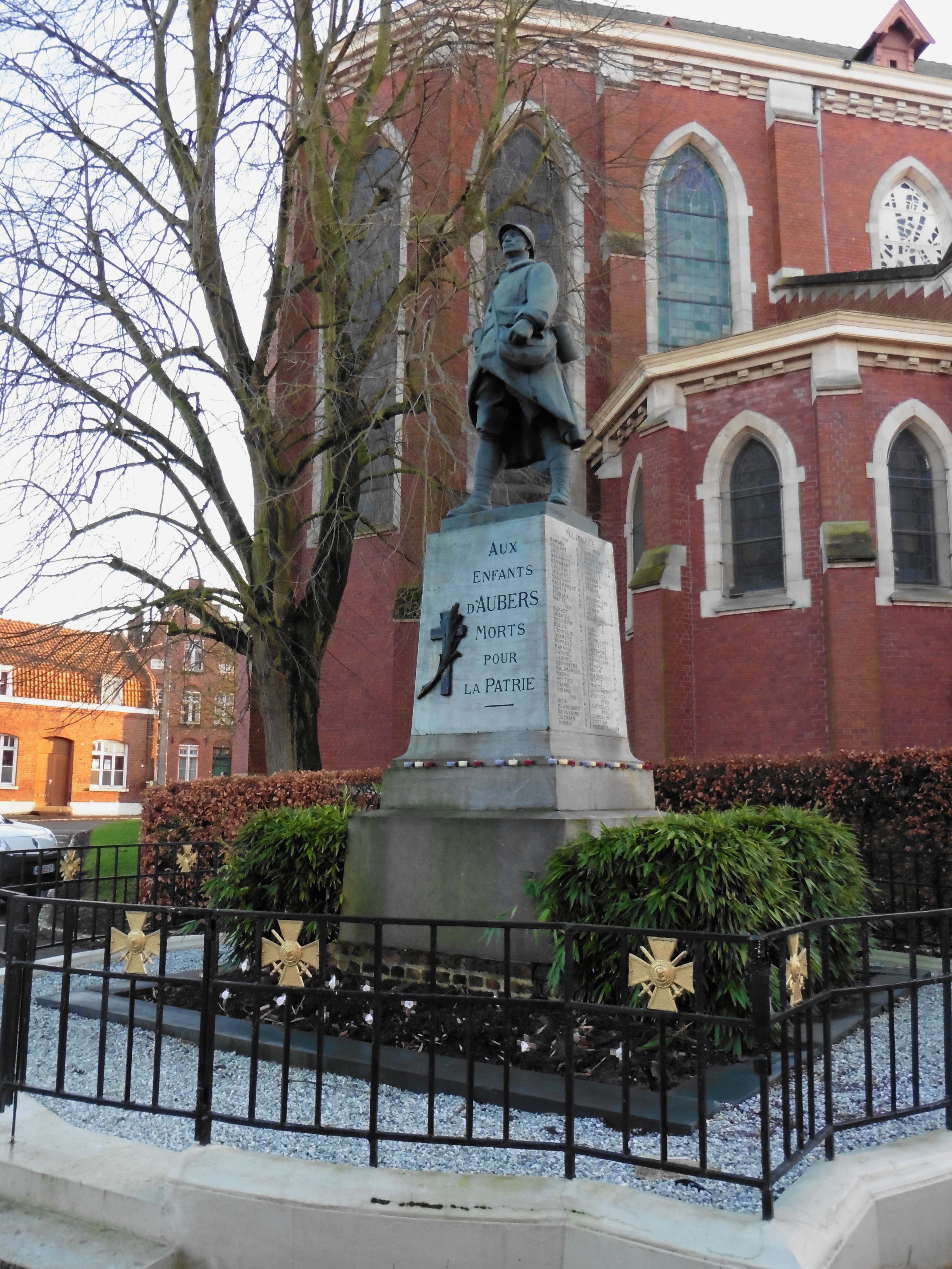
Le monument aux morts.
Le Tilleul du Joncquois.
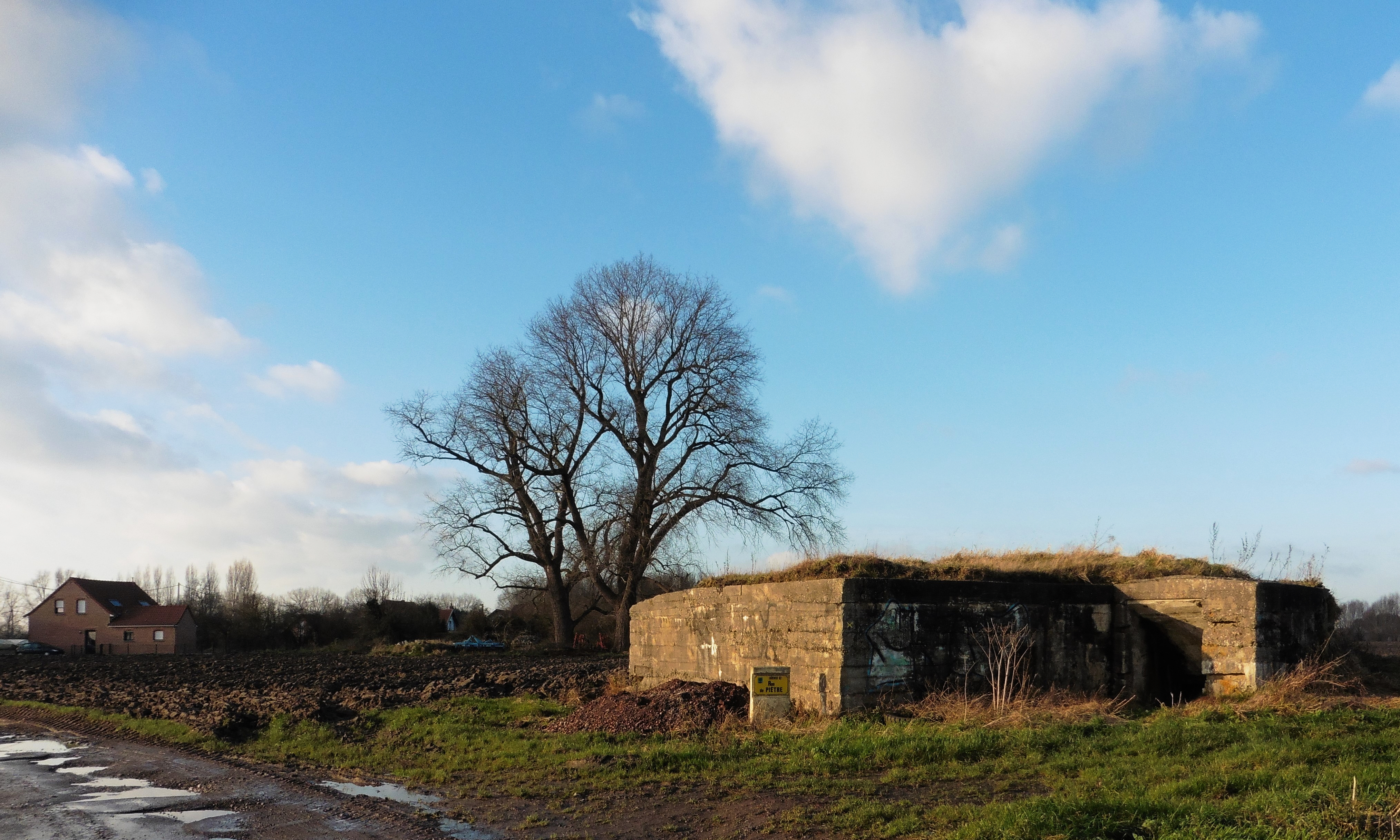
: Le blockhaus de 1914-1918- Neuve-Chapelle rue de Piètre.
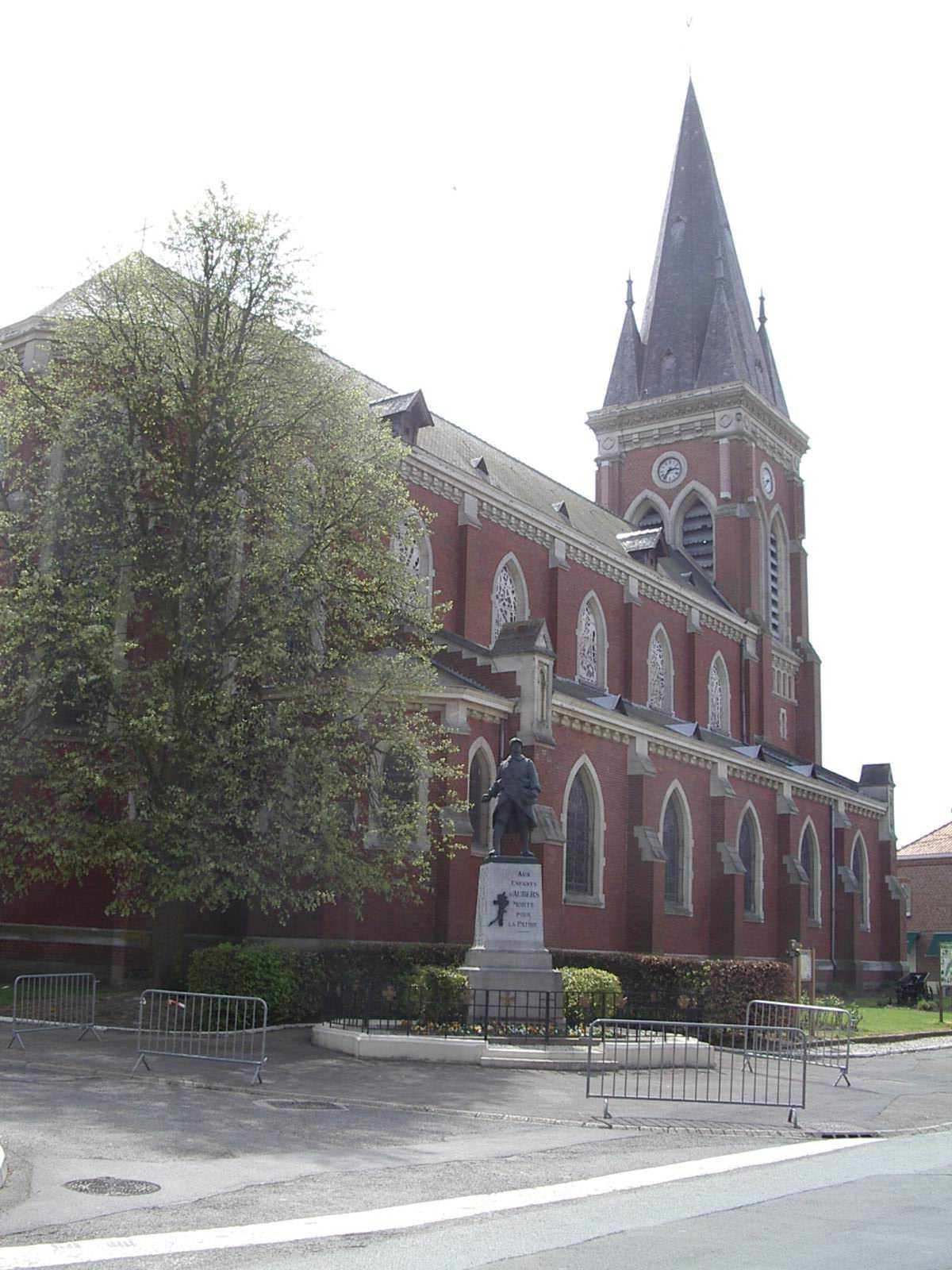
Église Vaast d'Arras.
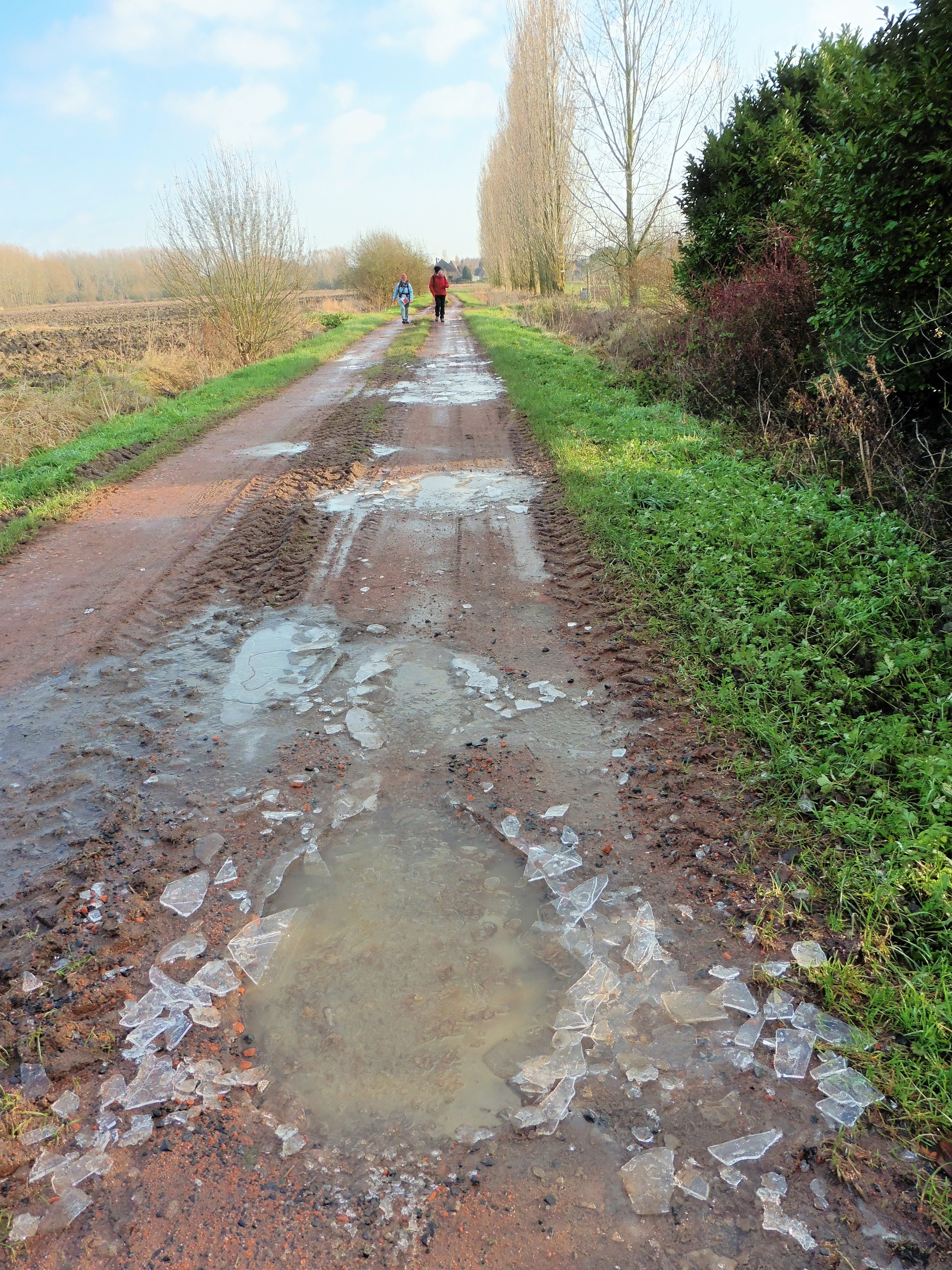
le chemin du Joncquois.

### Personnalités liées à la commune

#### Seigneurs d'Aubers
- Claude De Richardot, prince de Steenhuyse, comte de Gamarage, général des armées de sa majesté catholique (le roi d'Espagne) et colonel d'un régiment de dragons possède la seigneurie d'Aubers avant 1698[25].
- Roland Blondel (1642-1722), nait à Ransart en 1642. Il devient bourgeois d'Arras le 19 août 1676, puis secrétaire du roi en la chancellerie du Parlement de Flandres le 7 janvier 1714. Il épouse Isabelle de Vauchelles. Il achète en 1698 la seigneurie d'Aubers à Claude de Richardot. Il acquiert le 30 novembre 1710 la moitié de la seigneurie de Vendin-le-Vieil. Il meurt à Aubers le 2 octobre 1722, à l'âge de 80 ans[25].
- Adolphe-Roland-Liévin Blondel (1689-1739), fils de Roland, nait à Neuville-Saint-Vaast le 18 octobre 1689. Seigneur d'Aubers après son père, il devient bourgeois d'Arras le 30 janvier 1714, échevin d'Arras en 1715, 1716, 1731, puis conseiller du roi, trésorier payeur des gages, alternatifs et triennal des officiers de la chancellerie d'Artois le 30 janvier 1727. Il épouse à Arras le 5 février 1714 Marie-Claire Caudron, fille d'Antoine, bourgeois marchand d'Arras et de Jeanne de Warlincourt. Il meurt à Aubers le 16 septembre 1739[25].
- Eugène-Roland-Joseph Blondel d'Aubers (1714-1767), chevalier, seigneur d'Aubers, fils d'Adolphe-Roland-Liévin, nait à Arras le 18 novembre 1714. Il fait des études à Paris où il aurait obtenu le baccalauréat. Il est avocat au Parlement de Flandres en 1737,conseiller du roi en ses conseils audit Parlement en 1739, procureur général au même endroit en 1741, premier président du arlement de Flandres de 1756 à 1767, proche du dauphin Louis de France père du roi Louis XVI. Il se marie à Douai par contrat du 24 juin 1741 avec Camille-Gabrielle Vernimmen (1713-1757), fille de Gilles-Paul, procureur général au Parlement de Flandres et de Marie-Louise-Bernardine Poulet. Née en 1713, elle meurt le 19 novembre 1757, sans enfant. C'est à la suite de ce mariage qu'il devient procureur général au Parlement, en récupérant la charge tenue par son beau-père, en cédant celle de conseiller à son beau-frère[25]. Eugène-Roland-Joseph, devenu veuf, épouse par contrat à Douai le 15 janvier 1758 Marie-Anne de Calonne, sœur du ministre et contrôleur général des finances Charles-Alexandre de Calonne[42]. Née le 17 juillet 1727, elle est la fille de Louis-Joseph-Dominique de Calonne, président à mortier au Parlement de Flandres, et d'Henriette de Franqueville d'Abancourt. Eugène-Roland-Joseph achète le reste de la terre de Vendin-le-Vieil avec le titre seigneurial en 1759. Le 22 novembre 1761, Eugène-Roland-Joseph et sa femme Marie-Anne de Calonne achètent la terre de Pont-à-Vendin. Il meurt à Douai le 2 octobre 1767, est inhumé dans le chœur de l'église d'Aubers le 5 octobre. À la suite de quoi sa veuve établit sa demeure au château de Vendin-le-Vieil. Puis sa veuve émigre en 1792 pendant la Révolution française, elle gagne l'Angleterre, les biens fonciers du couple vont être déclarés biens de la Nation, elle décède en exil le 4 mars 1800[25].
- Louis-Marie-Joseph Blondel d'Aubers (1765-1830), fils d'Eugène-Roland-Joseph, appelé messire, chevalier, seigneur d'Aubers, de Vendin-le-Vieil, conseiller du Parlement de Paris, puis conseiller à la Cour de cassation, puis conseiller d'État titulaire puis honoraire, député du Pas-de-Calais.
- Émile-Louis-Marie Blondel d'Aubers (1791-1877), fils de Louis-Marie-Joseph, effectue une brillante carrière[42]. Il nait à Lille le 15 mars 1791, est avocat stagiaire à Paris en 1811, nommé sous-préfet de Douai en 1815, sous-préfet de Mortagne-au-Perche en 1817, préfet de l'Ardèche en 1828, préfet du Gers en 1829, maire de Vendin-le-Vieil après 1830, membre du conseil général du Pas-de-calais[43], chevalier puis officier de la Légion d'honneur, chevalier de l'Ordre de l'Éperon d'or[44]. Il a épousé Céline des Perriers de Fresnes, dont il a eu trois filles[45]

### Héraldique
|  | Les armes d'Aubers se blasonnent ainsi : « De gueules à la croix d'or. » |

## Pour approfondir